# Richelliet
Het mineraal richelliet is een gehydrateerd calcium-ijzer-fosfaat met de chemische formule Ca3Fe3+10(PO4)8(OH)12 · H2O.

## Naamgeving
Het mineraal werd genoemd naar de Belgische gemeente Richelle, waar het in 1883 voor het eerst werd gevonden.